# Maragua (distrikt)
Maragua är ett av Kenyas 71 administrativa distrikt, och ligger i provinsen Central. År 1999 hade distriktet 387 969 invånare. Huvudorten är Maragua.